# Le Retour du gang
Ne doit pas être confondu avec Le Retour du gang des chaussons aux pommes.

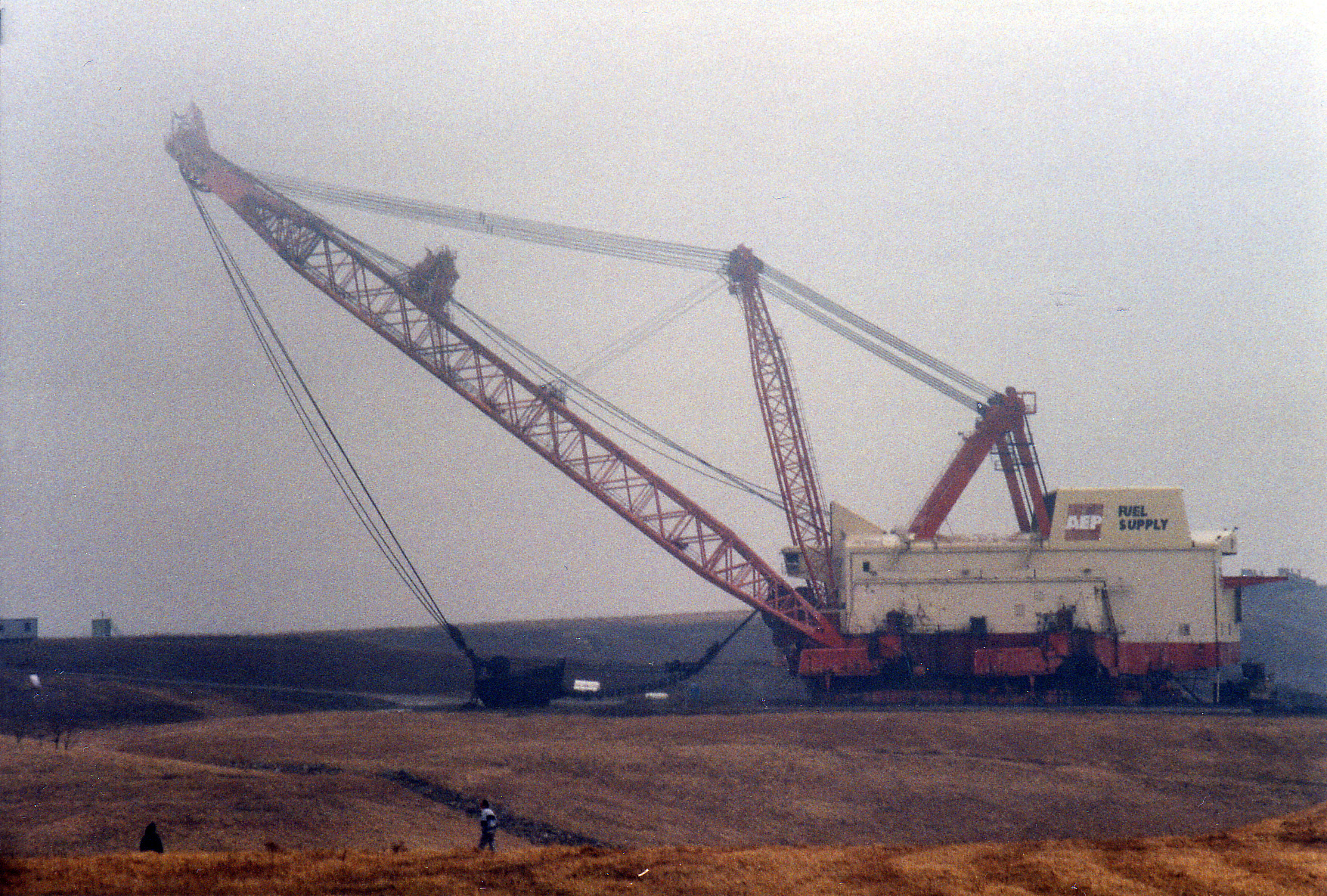
Une dragline d'extraction marcheuse.

Le Retour du gang (titre original : Hayduke Lives!) est un roman de l'écrivain américain Edward Abbey (1927-1989) paru en 1990. Il constitue la suite du roman Le Gang de la clef à molette (1975).

## Description
Le roman raconte la suite des aventures du « gang de la clef à molette » (Seldom Seen Smith, Doc Sarvis, Bonnie Abbzug et George W. Hayduke) ainsi que du « cavalier solitaire » (Jack Burns) et de militants du mouvement Earth First! dans la nature désertique du Sud-Ouest des États-Unis.
Alors que chacun poursuit sa vie de son côté (sauf Doc et Bonnie qui se sont mariés), George Hayduke (qui n'est pas mort et vit caché) réunit les membres du gang pour arrêter la marche de « Goliath », un super-excavateur géant (dragline décrit comme « le plus gros engin terrestre mobile de la planète ») d'une mine à ciel ouvert qui détruit des espaces sauvages.

## Earth First!
Le Gang de la clef à molette (1975) est une des inspirations de la création du mouvement écologiste radical Earth First! en 1980. La suite du roman, Le retour du gang inclut des passages impliquant des militants d'Earth First! (en particulier aux chapitres 12, 24 et 27).
Dans Le Retour du gang, les personnes représentants Earth First! portent des T-shirts et banderoles arborant des slogans tels que :
- Pas de compromis pour la défense de notre mère la Terre !
- Nous soutenons ce qui nous soutient !
- La nature sauvage américaine : aimez-la ou foutez-lui la paix !
- Goliath rentre chez toi !
- BLM signifie pas de chance, maman !
- Danger : violeurs de terre au travail !
- Sauvez nos canyons : dites merde au BLM !
- Les avortons nucléaires bouffent de la carnotite !
- Les radiations sont bonnes pour qui ?
- À bas l'empire, vive le printemps !
- Des armes, Dieu, des tripes et de l'herbe, voilà ce qui a fait la grandeur de l'Amérique !
- Plus de cerfs, moins de vaches !
- Tous ensemble vers le Pléistocène
- Ressuscitez le bison par vos rêves, le cygne par vos chants
- Faites barrage aux surplus
- Chassez les vaches, pas les ours
- Alors les chasseurs : votre cerf s'est fait avoir par une vache ?
- Malthus avait raison
- Que la puissance de Muir soit avec vous
- C'est la nature qui joue le dernier coup
- Les bouseux pour la nature sauvage
- Néandertalien et fier de l'être !
- Payez votre loyer : travaillez pour la Terre
- Walt a dit : résistrz beaucoup, obéissez peu
- Pensez globalement, agissez localement
- Renversez le paradigme dominant
- Hayduke est vivant !